# Cry of Fear
Cry of Fear (с англ. — «Крик ужаса») — видеоигра в жанрах survival horror и шутера от первого лица, созданная шведской командой Team Psykskallar и являющаяся модификацией видеоигры Half-Life для операционной системы Windows. Выход модификации состоялся 22 февраля 2012 года на портале Mod DB, 25 апреля 2013 года улучшенная версия модификации была выпущена в Steam в формате бесплатной самостоятельной игры. В общей сложности создание модификации заняло у разработчиков более трёх лет.
По сюжету Cry of Fear, игрок берёт на себя роль 19-летнего Саймона Хенриксона, который должен найти путь домой, с боем пробиваясь через улицы Стокгольма полные монстров и чудовищ. По ходу игры, герою будут встречаться разнообразное холодное и огнестрельное оружие, используемое для защиты от противников; шприцы с морфином, служащие для восстановления здоровья персонажа; и головоломки, решение которых необходимо для дальнейшего продвижения в игре.

## Игровой процесс
Так как игра является модификацией Half-Life, игровой процесс заимствован в основном из неё. Cry of Fear так же является шутером от первого лица, где игрок видит окружающий мир глазами главного героя.
В основном, как и в любом другом шутере, игроку предстоит сражаться с различными врагами. После победы в конце ставится ранг. В игре есть всего четыре уровня сложности. Отличаются они тем, что сила противников становится с каждым уровнем всё больше и больше, и их труднее победить.
Особое место в игре занимает освещение — Саймон практически всегда будет находиться в местах, где освещение слабое (а в некоторых — вообще отсутствует). Большую часть игры вашим осветительным прибором будет ваш же сотовый телефон, а именно — его фонарик. Но есть одно «но» — в таком состоянии Саймон может использовать не всё оружие, а с ограничениями (см. ниже). Поэтому большую часть игры приходится делать выбор и либо освещать путь, либо идти вооружённым. Подобный троп есть в игре Doom 3.
Так как по сюжету Саймон является наркоманом, предметом, восстанавливающим очки жизни, являются шприцы с морфином. Кроме шприцев, в игре есть баночки с таблетками обезболивающего (встречаются при прохождении секретной концовки): восстанавливают намного меньше, чем морфин, поскольку являются анальгетиком ненаркотического вида, но благодаря этому не вызывают побочных (и опасных) эффектов при частом использовании. Один шприц восстанавливает примерно 80 % очков жизни. Стоит использовать осторожно.
После прохождения модификации открывается сложность «Режим Доктора», где игроку даётся возможность поиграть за доктора Пурнелла. По сюжету, персонаж должен предотвратить написание книги Саймоном, который начал создавать её по его рекомендациям. Игровой процесс остался идентичным, однако увеличилась сложность прохождения: на уровнях с Доктором отсутствуют шприцы и аудиокассеты для сохранения.

### Режимы игры
- Лёгкий — простой режим, шприцы восстанавливают здоровье полностью, а враги слабы.
- Средний — сбалансированный, шприцы восстанавливают 80 % здоровья.
- Сложный — трудный режим, враги сильные, а шприцы восстанавливают 60 % здоровья.
- Кошмарный — откроется после прохождения любого режима сложности. Враги очень сильные, шприцы восстанавливают 40 % здоровья. При этом в начале игры можно будет найти аудиокассету, в которой можно сохранить игру 5 раз (больше кассет в игре нет).
- Доктор — открывается после прохождения сюжетной кампании. В данном режиме нельзя сохраняться и лечиться, так как на уровнях нет ни аудиокассет, ни шприцев. Также Доктор Пурнелл носит противогаз со встроенным прибором ночного видения, что лишает необходимости носить фонарь и иные источники освещения. В качестве оружия используется пятизарядный револьвер.
- Кооператив — сетевая игра, где можно вчетвером пройти игру за полицейских.
  - Стандартный — сюжет игры в том, что вы попали под влияние книги, и вам нужно пройти с конца игры до станции метро Saxon Avenue на место, где машина должна сбить Саймона. Её нужно арестовать и предотвратить аварию Саймона и написание книги соответственно, и избавить мир от кошмара Хенрикссона.
  - Manhunt — вторая сюжетная миссия, где также нужно поиграть за полицейских. Здесь необходимо отыскать Доктора Пурнелла и не дать ему назначить Саймону лечение с помощью книги, что тоже предотвратит кошмар Саймона.
- Сценарии — любительские карты для данной модификации. Доступны в версии 1.4 и выше.

### Оружие
Если Саймон хочет добраться домой живым, ему нужно использовать для этой цели оружие. Но стоит учитывать тот факт, что протагонист игры — обычный 19-летний парень, а не военный, и поэтому он не может в совершенстве пользоваться им. Так, например, Саймон достаточно неточно стреляет; к тому же, из-за непривычки, он не может совладать с отдачей — приходится целиться заново (особенно это касается винтовки M16). Из чего следует вывод, что стрелять нужно именно целясь, а не из положения «от бедра». Так можно более-менее точно стрелять и быть уверенным, что вы попали во врага.
Особенность во время перезарядки огнестрельного оружия заключается в том, что Саймон выкидывает всю обойму, то есть оставшиеся патроны, если они имелись в магазине, попросту выкидываются. Это заставляет вас экономить каждый патрон и продумывать свои действия, как например, когда стоит перезарядиться, даже если потеряете обойму, а когда стоит поберечь оставшиеся патроны (особенно это критично по отношению к боссам). Исключением из этого правила является дробовик — он перезаряжается без потерь патронов, что делает его хорошим оружием, если вы попали в засаду.
Саймон не может парировать или блокировать удары врага, но способен уклоняться от них при нажатии Alt и кнопки направления, в котором вы хотите уклониться, или же просто двойным нажатием клавиши направления. Такое движение тратит выносливость, поэтому не переусердствуйте. Правой кнопкой мыши можно оглушить врага на некоторое время.
В игре в целом 17 видов оружия (часть из них появляется только после прохождения игры или при выполнении особых условий), единственное из которых — фотоаппарат — является нелетальным. Условно оружие можно разделить на одноручное и двуручное.
- Одноручное оружие — это в своём большинстве пистолеты (кроме VP70 из-за несъёмного кобуры-приклада) и холодное оружие. Одноручное оружие хорошо тем, что его можно «комбинировать» с другими предметами, как пример — пистолет в левой руке и фонарик в правой. Плюсы — вы боеспособны и освещаете свой путь. Минусы хотя бы такого «комбинирования» заключаются в том, что падает точность стрельбы (во-первых, из-за того, что главный герой держит оружие в одной руке, и вытекающее из этого второе последствие — из-за «занятости» второй руки невозможно вести прицельную стрельбу). Также будет невозможна перезарядка — снова та самая «занятость» рук. У вас всегда есть выбор, как поступить.

К одноручному оружию относятся: складной нож, полицейская дубинка, ветвь, Glock 19, Ruger P345, Browning Hi-Power (по сути дела, это тоже одноручное оружие, но в игре нет возможности использовать этот пистолет в комбинации с чем-либо), VP70 (в поздних версиях).
- Двуручное оружие — та часть холодного оружия, не попавшая в категорию «одноручного» и винтовки с ружьями. Являются достаточно сильными видами, но имеют недостатки — невозможность использовать с чем-либо, а также — достаточно мало попадается патронов для огнестрельного двуручного оружия. Поэтому такое оружие берегут для встреч с опасными врагами. К нему относятся: кувалда, топор, M16 Assault Rifle, Remington 870 Shotgun, охотничье ружьё, MP9 (это оружие можно разблокировать, только если вложить $10 USD в проект Team Psykskallar), FAMAS, фотоаппарат, Книга Саймона, MP5.

## Сюжет
19-летний Саймон Хенрикссон хотел помочь раненому человеку и был намеренно сбит автомобилем. После этого происшествия он стал страдать параличом и теперь вынужден передвигаться в инвалидном кресле. Кроме этого, герой страдает от депрессии, панических расстройств и пристрастия к наркотикам. Его психолог, доктор Пурнелл, придумывает новый метод лечения: Саймон должен записать в книгу свои эмоции и текущее настроение, чтобы преодолеть психологическую травму.
В этой книге Саймон не зависит от своей инвалидной коляски. Он просыпается однажды ночью в центре Стокгольма, не зная, что произошло ранее. Он бродит бесцельно по улицам города, пытаясь сориентироваться. Со временем персонаж встречает монстров, которые стремятся убить его, в том числе доктора с противогазом (искажённая версия доктора Пурнелла), человека с бензопилой и других злодеев.
В какой-то момент в своём путешествии он встречает на крыше здания Софи, свою бывшую одноклассницу и первую любовь. После долгого разговора с ней Саймон признаётся ей в любви, но она отвергает его, после чего признаётся, что чувствует себя непонятой всеми, и кончает жизнь самоубийством. Потом появляется Каркас — монстр на стуле, висящем в воздухе на цепях, — и протагонисту предстаёт выбор: сбежать от него или сразиться с ним. Дальше главному герою на телефон приходит сообщение от его матери, которая зовёт его домой, ссылаясь на то, что уже поздно. Он решает ехать на метро в пригород Кирквилль, где живёт его мать, однако поезд сошёл с рельсов. Саймону удаётся избежать падения на обрушивающемся мосту, но он теряет свою сумку. Без оружия и фонарика, он должен попасть в Кирквилль ночью через лес.
Спустя некоторое время, Саймон находит заброшенную психиатрическую больницу. В ней он встречает врача в противогазе, который находится за запертыми воротами и, кажется, ждёт его. Доктор обещает, что если Саймон принесёт ему пистолет, который он сам же и скрыл в здании, он даст ему ключ от выхода из больницы. Саймон может согласиться отдать пистолет доктору, ссылаясь на то, что он не заряжен, или же не отдавать ему на почве недоверия к нему. Если игрок дал пистолет доктору, то он будет благодарен Саймону, что тот может доверять ему, или же наоборот: доктор разочаруется в Саймоне, потому что тот не верит ему. В обоих случаях доктор кидает Саймону ключ через решётку, и пока тот поднимает ключ, он простреливает ему правое плечо и скрывается. Позже Саймон находит доктора на чердаке и завязывается перестрелка, в ходе которой Саймон одерживает победу и растаптывает голову доктора ботинком. После этого он покидает лечебницу через задний ход.
Проделав путь через канализацию и после очередной (на этот раз последней) встречи с человеком с бензопилой, он оказывается в Кирквилле, своём родном пригороде. Добравшись до дома, Саймон никого там не обнаруживает. Поднявшись на второй этаж, он заходит в свою комнату и видит на стуле открытую книгу. Начав её читать, игрок переместится в последний кошмар, где он будет противостоять истинному Саймону, или же его «книжному двойнику».

### Концовки
В зависимости от развития сюжета, игрок может получить одну из четырёх различных концовок. В трёх из них главный герой совершает самоубийство: это так называемые «плохие» концовки, которые игрок может получить, если не убьёт Каркаса и не даст книжному Доктору Пурнеллу нужный ему пистолет. Концовки не имеют названий.
- Хорошая концовка (условие: убить Каркаса и дать пистолет Доктору). Саймон борется со своей версией из книги и в конце концов одерживает победу. Однако оказывается, что на самом деле главный герой стрелял не в свою копию из книги, которая оказалась галлюцинацией на почве психоза, а в двух полицейских, заходивших к нему в комнату. В итоге, благодаря показаниям Доктора в суде, Саймона отправляют в лечебницу для душевнобольных. Доктор Пурнелл продолжает заниматься лечением протагониста, за что тот ему крайне благодарен. Софи регулярно навещает Саймона в лечебнице, когда ей разрешают доктора. Хотя ему известен факт, что она нашла себе нового парня, главный герой желает ей всего самого лучшего.
- Плохая концовка (условие: не убивать Каркаса и не давать пистолет Доктору). Терапия не удаётся, и Саймон развивает глубокую ненависть к окружающему его миру, книга оказывает негативное влияние на его психику и приводит его на путь к «самоуничтожению». От злости протагонист убивает Доктора Пурнелла и Софи, помещая тело последней в ванную. Затем он дописывает книгу и совершает самоубийство, вскоре после этого их тела обнаруживает полиция.
- Убийство Доктора Пурнелла (условие: убить Каркаса и не давать пистолет Доктору). Саймон убивает доктора Пурнелла, но щадит Софи. После разговора, в котором Саймон говорит ей, что она была единственным человеком в его жизни, который мог бы помочь ему, он кончает жизнь самоубийством выстрелом в голову.
- Убийство Софи (условие: не убивать Каркаса и дать пистолет Доктору). Саймон проявляет уважение к Пурнеллу и его усилиям помочь ему, но приходит к выводу, что его жизнь больше не имеет смысла. Он убивает Софи в своём доме и совершает самоубийство, после чего приезжает полиция.
- Бонусная. Дополнительная концовка, доступная после 1-го прохождения. Чтобы её получить, подберите в секретной комнате зловещий пакет и донесите его до почтового ящика на Саксонском авеню у Школы. И если вы выполните условия для «хорошей» концовки, дома у Саймона будет лежать посылка, в которой находится контейнер с пилюлями. Если их проглотить, игрок попадёт в иной мир из игры Afraid of Monsters (предыдущий проект от Team Psykskallar). После прохождения этой главы в конце вас ждёт сцена, где Саймона сбивает на машине Дэвид Лизерхофф (главный герой Afraid of Monsters), и, судя по реакции Саймона, они знакомы и их отношения не очень хороши.

Также есть ещё две концовки, которые можно получить, играя в кооперативный режим:
- Хорошая концовка. Полиции удаётся арестовать водителя автомобиля, который должен был сбить главного героя, что предотвратило аварию и события Cry of Fear. Сам Саймон после катастрофы начал встречаться с Софи.
- Плохая концовка. Полиция не смогла задержать водителя, и тот сбил Саймона.

## Разработка
Созданием Cry of Fear занялась команда Psykskallar, которая также создала другую модификацию к Half-Life — Afraid of Monsters. Разрабатывался проект 3,5 года, и при этом использовался движок Half-Life GoldSrc. В целом, кроме Андреаса Рённберга, в создании модификации принимали участие десять человек.
В интервью сайту Videocast разработчики заявили, что город, где происходит история, имеет реальный прототип. Создатели решили создать населённый пункт, похожий на Стокгольм, с городским парком, метро и свободными квартирами. Так как игра была создана в Швеции, контроль над персонажем Cry of Fear различается ввиду различий раскладки клавиатуры.
23 апреля 2013 года в сервисе Steam состоялся релиз уже в качестве отдельной игры, не требующей оригинальной копии игры Half-Life.

## Оценки
После выхода Cry of Fear был положительно оценён критиками. Представитель сайта IGN похвалил разработчиков за создание новой головоломки в стиле серии игр Resident Evil и совершенно бесплатное распространение модификации. Обозреватель из Spieletipps Кристина Донат поставила проект на 7 место в список «7 лучших игр в жанре хоррор».
Представитель из Kanobu.ru похвалил игру как модификацию, сказав: «если смотреть на игру с позиции любительского модостроения, то работа проделана грандиозная: движок Half-Life не узнать, всё работает стабильно, местами есть озвучивание и пристойная музыка, создающая атмосферу». Однако была раскритикована анимация движений монстров, однообразные задачи, сказав: «без должной мотивации продираться сквозь плохо анимированных монстров невесело» и в итоге поставив оценку 6,5 баллов из 10.
Благодаря оригинальной задумке превратить шутер Half-Life в хоррор, команда создателей модификации получила множество наград на мероприятиях Mod DB Awards по номинациям «Модификация Года», «Лучшая одиночная игра» и «Выбор Игроков», а также на портале PressPlay.tv в категории «Страшная игра 2012 года».